# Maree Cheatham
Maree Cheatham (Oklahoma City, 2 giugno 1940) è un'attrice statunitense.
È nota principalmente per il ruolo di Marie Horton in Il tempo della nostra vita, di Stephanie Wyatt in Aspettando il domani, di Charlene Simpson in General Hospital e di Nonna Valentine in Sam & Cat.

## Biografia
Maree Cheatham è nata a Oklahoma City nel 1940. Suo padre morì in Italia durante la seconda Guerra Mondiale. Dopo una lunga gavetta teatrale (sempre in ruolo minori), debutta sul piccolo schermo nel 1965, partecipando alla soap opera Il tempo della nostra vita, dove ha interpretato Marie Horton. Da regolare, il suo personaggio viene promosso a fisso e la Cheatam lavora alla soap fino al 1968, poi nuovamente dal 1970 al 1971, nel 1973, nel 1994, nel 1996, nel 2010, e nel 2024. Faceva parte anche del cast di General Hospital, dove era la stravagante zia Charlene Simpson, zia di Lucy Coe. Nel 1986 esordisce sul grande schermo, prendendo parte al film Soul Man, diretto da Steve Miner e due anni dopo recita nel film Beetlejuice - Spiritello porcello (film vincitore di un premio Oscar), ma in un piccolissimo ruolo. Era presente anche in Aspettando il domani. Successivamente è stata sostituita dall'attrice e scrittrice Louise Shaf. Nel 2010, partecipa al film Letters to God, nella parte della nonna di un bambino malato terminale. Per questo ruolo, riceve una candidatura
. Dal 2012 al 2014 è stata nel cast fisso della sitcom Sam & Cat, nel ruolo di Nonna Valentine. Ha preso parte, sempre solo come guest star, a numerose serie TV, quali: Dexter, Detective Monk, Cold Case - Delitti irrisolti, Giudice Amy e molte altre. Dopo tre anni di assenza dai riflettori, partecipa nel 2019 al film horror Anyone Home? diretto da Patrick Cunningham, come una dei protagonisti.

## Vita privata
È stata sposata con William Arvin dal 1966 al 1974. Nel 1984 ha sposato Patrick Lambert Searcy Jr. ma in seguito anche il loro matrimonio finì con un divorzio. Nel 1998 ha sposato il cantante e cantautore Bobbo Staron.

## Filmografia parziale

### Cinema
- Soul Man, regia di Steve Miner (1986)
- Beetlejuice - Spiritello porcello (Beetlejuice), regia di Tim Burton (1988)
- Prima o poi me lo sposo (The Wedding Singer), regia di Frank Coraci (1998)
- Lo scapolo d'oro (The Bachelor), regia di Gary Sinyor (1999)
- I perfetti innamorati (America's Sweethearts), regia di Joe Roth (2001)
- Vizi di famiglia (Rumor Has It...), regia di Rob Reiner (2005)
- Sex & Breakfast, regia di Miles Brandman (2007)
- Broken Angel, regia di Aclan Bates (2008)
- Crossing Over, regia di Wayne Kramer (2009)
- Little Fish, Strange Pond, regia di Gregory Dark (2009)
- Protection, regia di David Japka (2009) - cortometraggio
- Letters to God, regia di David Nixon e Patrick Doughtie (2010)
- Cambiare per amore, regia di W.D. Hogan (2017)
- Anyone Home?, regia di Patrick Cunningham (2018)

### Televisione
- Il tempo della nostra vita (Days of Our Lives) – serial TV, 372+ episodi (1965-1968, 1970–1971, 1973, 1994, 1996, 2010, 2024)
- Aspettando il domani (Search for Tomorrow) – serie TV, 11 episodi (1977-1984)
- Colombo (Columbo) – serie TV, episodio 10x01 (1990)
- Il meraviglioso mondo dei colori di Walt Disney (1991)
- General Hospital – soap opera (1987-1991)
- The Jeff Foxworthy Show – serie TV, episodio 2x05 (1996)
- Giudice Amy (Judging Amy) – serie TV, episodio 3x22 (2002)
- Scrubs - Serie TV, episodio 2x03 (2002)
- West Wing - Tutti gli uomini del Presidente (The West Wing) – serie TV, episodio 5x06 (2003)
- Drake & Josh – serie TV, episodi 2x09 (2004)
- Desperate Housewives – serie TV, episodi 2x07 (2005)
- Detective Monk (Monk) – serie TV, episodio 3x07 (2005)
- Cold Case - Delitti irrisolti – serie TV, episodio 3x09 (2005)
- Boston Legal – serie TV, episodio 3x11 (2007)
- Incinta o... quasi (Labor Pains), regia di Lara Shapiro (2009)
- Dexter – serie TV, episodi 6x05 (2011)
- Hot in Cleveland – serie TV, episodi 3x15 (2012)
- Sam & Cat – sitcom, 21 episodi (2013-2014)
- Hart of Dixie – serie TV, 8 episodi (2013-2015)
- The Jim Gaffigan Show – talk show, 1 episodio (2015)

## Doppiatrici italiane
Nelle versioni in italiano delle opere in cui ha recitato, Maree Cheatham è stata doppiata da:
- Caterina Rochira in Sam & Cat, Drake & Josh, Broken Angel
- Rita Savagnone in Hart of Dixie
- Vittoria Febbi in Cold Case - Delitti irrisolti
- Lorenza Biella in Ghost Whisperer - Presenze
- Mirella Pace in Soul Man
- Franca Lumachi in Lo scapolo d'oro
- Daniela Debolini in Letters to God